# Yttreön
Yttreön (zuidelijk eiland) is een eiland in de Zweedse Kalixrivier.De rivier stroomt hier door het Kamlungeträsket. Het ligt in de schaduw van Strömsholmen. Het eiland heeft een grillige vorm en er staan een aantal gebouwen op. Het midden van het eiland komt bij hoogwater in de rivier blank te staan.